# Piperals
Les piperals (Piperales) són un ordre de plantes angiospermes. L'actual sistema APG IV de classificació de les angiospermes situa aquest ordre dins del clade de les magnòlides i s'hi inclouen tres famílies amb més de 4.000 espècies agrupades en 17gèneres.
El sistema APG II de classificació de les angiospermes, col·loca aquest ordre dins del clade Magnoliidae amb aquestes agrupacions:

### Famílies
A la classificació del vigent sistema APG IV (2016), dins de l'ordre de les piperals hi ha les tres famílies següents:
- Saururaceae Rich. ex T.Lestib.
- Piperaceae Giseke
- Aristolochiaceae Juss.